# Kamel Hammiche
Kamel Hammiche (ur. 20 kwietnia 1966) – algierski, a od 1989 roku francuski zapaśnik walczący w obu stylach. Zajął siedemnaste miejsce na mistrzostwach świata w 1995. Srebrny i brązowy medalista igrzysk afrykańskich w 1987. Dziesiąty na mistrzostwach Europy w 1994 roku.
Mistrz Francji w 1994 i 1997, drugi w 1990 i 1993, a trzeci w 1988 roku.